# Kelstrup (Dania Południowa)
Kelstrup – miasto w Danii, w regionie Dania Południowa, w gminie Haderslev.